# 크레프 쉬제트

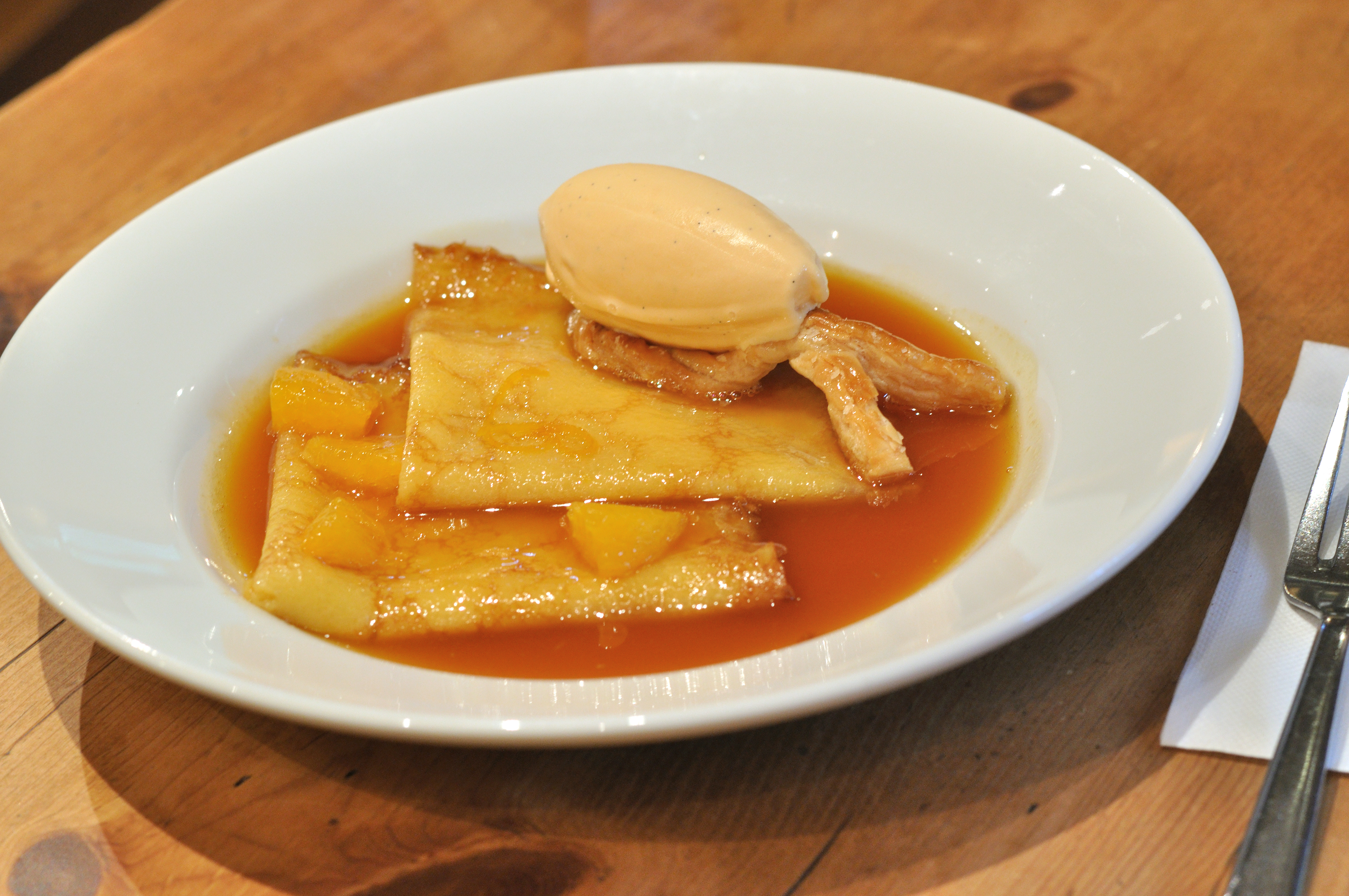

크레프 쉬제트(Crêpes Suzette, [kʁɛp syzɛt]로 발음)는 캐러멜 처리된 설탕과 버터 소스, 귤 또는 오렌지 즙, 풍미 및 그랜드 마니어(Grand Marnier), 트리플 섹 또는 오렌지와 함께 크레페로 구성된 프랑스 디저트이다. 퀴라소 리큐르를 얹고 테이블 옆에는 플랑베를 뿌린다.

## 기원
요리의 기원과 이름에 대해서는 논란이 있다. 한 가지 주장은 1895년 몬테 카를로의 카페 드 파리(Café de Paris)의 Maitre에서 14세의 보조 웨이터인 앙리 샤르팡티에(Henri Charpentier)가 저지른 실수로 만들어졌다는 것이다. 그는 미래의 영국 에드워드 7세 왕이 될 웨일스 공을 위해 디저트를 준비하고 있었는데, 그 손님 중에는 수젯이라는 아름다운 프랑스 소녀가 있었다. 이 이야기는 그의 자서전인 라이프 알라 앙리(Life à la Henri)에서 샤르팡티에 자신이 말했지만 나중에 라루스 가스트로노미크(Larousse Gastronomique)와 모순되었다.